# Miguel Hidalgo (dzielnica)
Miguel Hidalgoⓘ (M. Hidalgo) – jedna z szesnastu dzielnic Dystryktu Federalnego (miasta Meksyk). Położona w północno-zachodniej części Dystryktu Federalnego.